# Жокерът (филм, 2015)
„Жокерът“ (на английски: Wild Card) е американски пълнометражен игрален филм от 2015 г. на режисьора Саймън Уест, по сценария на Уилям Голдман, базиран на неговия роман „Жега“ и римейк на едноименната адаптация от 1986 г. с Бърт Рейнолдс. В лентата участват актьорите Джейсън Стейтъм, Майло Вентимилия, Майкъл Ангарано, Доминик Гарсиа-Лоридо и със специално гост-участие на Стенли Тучи, Ан Хечи, София Вергара, Макс Касела и Джейсън Александър.
Действието се развива в Лас Вегас и проследява живота на пристрастен към залаганията бодигард със специални бойни умения, който иска да се измъкне от своята зависимост. Положените му се усложнява още повече, когато заради стари приятелка се замесва с подземния свят на „града на хазарта“.
От датата на своята премиера, „Жокерът“ се представя безуспешно в бокс офиса.

## Сюжет
Внимание:  Текстът по-долу разкрива сюжета на произведението (или части от него)!
Пристрастеният към залаганията Ник Уайлд работи временно като консултант по сигурността в Лас Вегас. Той е нает от отегчения Сайръс Киник за бодигард и гид, докато младия милионер обикаля и залага в „градът на хазарта“. Междувременно стара позната на Уайлд, Холи, е жестоко пребита и изнасилена от трима души в хотелска стая на „Голдън Нъгет“. Тя моли Ник да намери непознатите извършители, за да ги съди.
Мъжът разбира, че отговорниците за това престъпление са Дани Демарко и неговите двама бодигарда. Холи обаче не се задоволява само с информация, тя иска отмъщение. Уайлд отива в хотелската стая на Демарко. Обезоръжава и връзва гангстера и двамата му бодигарда. След малко пристига Холи, която заплашва да отреже гениталите на Демарко с градинарска ножица, ако той не ѝ се признае в любов. Гангстерът през сълзи казва, че я обича. Холи и Уайлд напускат стаята и си поделят $50 000, взети от Демарко. Момичето напуска Лас Вегас, а Ник започва да залага със своята половина, докато е с Сайръс. Печели над $500 000, които впоследствие изгубва. Загубилият е огорчен, но Киник му признава, че му се възхищава и иска да е като него, а не страхливец какъвто всъщност е. След загубата хора на Демарко нападат Уайлд и той ги пребива.
На другия ден Ник се среща с мафиотския бос Бейби. Комарджията е заплашен с убийство, заради влизането взлом в стаята на Демарко и открадването на $50 000. Уайлд доказва, че нахаканият гангстер лъже и Бейби освобождава обвинения, като го предупреждава да се пази. На другия ден Ник отново е нападнат от хората на Уайлд в една закусвалня. С помощта на Киник мъжът се измъква и отвън пребива всички, а самия Демарко – убива. Младият милионер дава $500 000 на своя бодигард, за да изпълни мечтата си: да замине за Корсика, далеч от хазарта. Уайлд приема парите и напуска Лас Вегас.

## Актьорски състав
| Актьор                | Персонаж     | Име в оригинал | Кратко описание                        |
| --------------------- | ------------ | -------------- | -------------------------------------- |
| Джейсън Стейтъм       | Ник Уайлд    | Nick Wild      | Пристрастен към залаганията бодигард.  |
| Майкъл Ангарано       | Сайръс Киник | Cyrus Kinnick  | Млад милионер-програмист.              |
| Доминик Гарсиа-Лоридо | Холи         | Holly          | Проститутка, стара приятелка на Уайлд. |
| Майло Вентимилия      | Дани Демарко | Danny DeMarco  | Гангстер, син на влиятелен мафиот.     |
| Хоуп Дейвис           | Касандра     | Cassandra      | Сервитьорка, приятелка на Уайлд.       |
| Стенли Тучи           | Бейби        | Baby           | Мафиотски бос на Лас Вегас.            |
| Макс Касела           | Осгут        | Osgood         | Неугледен богаташ с красива приятелка. |
| София Вергара         | Дорис/ДиДи   | Doris/DD       | Сексапилна приятелка на Осгут.         |
| Джейсън Александър    | Пинки        | Pinky          | Адвокат, работодател на Уайлд.         |
| Ан Хечи               | Рокси        | Roxy           | Крупие, позната на Уайлд.              |
| Крис Браунинг         | Хенкок       | Tiel           | Бодигард на Демарко.                   |
| Седрик Шоумена        | Пинкъс       | Pinchus        | Собственик на казино „Пинкъс“.         |
| Давиния Макфедън      | Милисент     | Millicent      | Прислужничка в хотел.                  |